# Escuela hipermoderna de ajedrez
En la época de la escuela moderna de ajedrez alguno de sus máximos representantes como Emanuel Lasker, Siegbert Tarrasch, Akiba Rúbinstein y otros jóvenes ajedrecistas procedentes del este de Europa promueven una nueva forma de jugar que va en contra de la Escuela moderna. Es la Escuela hipermoderna, cuyos mayores representantes fueron: el checo Richard Réti, el húngaro Gyula Bréyer, el ruso-francés Savielly Tartákover, el letón-danés Aron Nimzowitsch, el austriaco Ernst Grünfeld e incluso el ruso-francés Alexander Alekhine.
La esencia de la Escuela hipermoderna pone en tela de juicio los dogmas de la Escuela Moderna. Amplía los horizontes de la partida, con contribuciones teóricas nuevas que no negaban la importancia del centro, aunque propugnaban una manera innovadora para controlarlo a distancia, sin ocuparlo, con los alfiles en fianchetto. De esta manera, el centro podría ser atacado con los caballos y los peones laterales.
Estas nuevas ideas fueron presentadas por Reti en numerosas obras, pero destacan dos, «Nuevas ideas en ajedrez» (Ideen im Schachspiel), 1921, y «Los grandes maestros del tablero» (Die Meister des Schachbretts), 1930. Estos son dos libros capitales en la evolución del ajedrez.
Nímzovitch, Grünfeld y Alekhine crearán nuevos sistemas defensivos para las aperturas. Reti investigó gran variedad de aperturas para las blancas que dieron fruto en su apertura Reti. Fue un notable ajedrecista y un genial compositor de finales, sin embargo, nunca fue campeón del mundo y es que vivió en la época de Alekhine y Capablanca. Aunque la participación de los hipermodernistas en el ajedrez y su actuación ha sido brillante, ninguno ha logrado ser campeón del mundo a excepción de Emmanuel Lasker y Alexander Alekhine.